# Natujáyevskaya
Natujáyevskaya (del ruso: Натуха́евская) es una stanitsa de la unidad municipal de la ciudad de Novorosíisk del krai de Krasnodar, en el sur de Rusia. Está situada en la cuenca del río Maskaga, constituyente del río Anapka, entre el mar Negro y las estribaciones de poniente del Cáucaso occidental, 24 km al noroeste de Novorosíisk y 112 km al suroeste de Krasnodar, la capital del krai. Tenía 6 922 habitantes en 2010. Recibe su nombre del pueblo natujái.
Es centro del municipio rural Natujáyevski, al que pertenecen asimismo Léninski Put y Semigorski.

## Historia
La localidad fue fundada en 1862. Su nombre deriva de la subetnia adigué natujái, que vivió aquí hasta la guerra del Cáucaso.

## Demografía
| 2002  | 2010  |
| ----- | ----- |
| 6 346 | 6 922 |

### Composición étnica
De los 6 346 habitantes que tenía en 2002, el 79 % era de etnia rusa, el 11.4 % era de etnia armenia, el 2.7 % era de etnia ucraniana, el 2.7 % era de etnia tártara, el 0.6 % era de etnia alemana, el 0.3 % era de etnia gitana, el 0.3 % era de etnia griega, el 0.2 % era de etnia bielorrusa, el 0.2 % era de etnia adigué, el 0.1 era de etnia azerí y el 0.1 % era de etnia georgiana

## Economía y transporte
Alrededor de la localidad se ha desarrollado la viticultura.
La carretera federal rusa M25 pasa por el sur de la localidad. 19 km al este se halla la ciudad de Anapa.